# ارنست هالبرگ
ارنست هالبرگ (انگلیسی: Ernst Hallberg؛ ۵ ژانویه ۱۸۹۴ – ۲۸ آوریل ۱۹۴۴ (aged 50)) ورزشکار سوارکاری اهل سوئد بود.
وی در مسابقات کشوری و بین‌المللی در مجموع برندهٔ ۱ مدال برنز شده‌است.